# Sítio d'Abadia
Sítio d'Abadia est une municipalité brésilienne de l'État de Goiás et la microrégion du Vão do Paranã.